# Stazione di Pechino Centrale
La stazione di Pechino Centrale (in cinese 北京火车站, Běijīng Huǒchēzhàn) è la principale stazione ferroviaria a servizio della capitale cinese. È gestita da China Railways.
La stazione si trova a sud-est del centro della città, nel distretto di Dongcheng, all'interno del secondo anello stradale, tra via della stazione di Pechino ed i resti della cinta muraria tra Chongwenmen e Dongbianmen a sud.
La stazione ferroviaria di Pechino è stata aperta nel 1959, quando era la più grande stazione ferroviaria in Cina dell'epoca. Anche se superata dalle più grandi stazioni di Pechino ovest e Pechino sud, questa stazione rimane l'unica situata all'interno della città murata. I treni entrano ed escono dalla stazione passando nei presso della torre di Dongbianmen. Con cornicioni dorati e campanili svettanti, lo stile della stazione unisce l'architettura cinese tradizionale con quella influenzata dal classicismo socialista.
In generale, i treni per la Manciuria (Shenyang, Dalian e Harbin) sulla ferrovia Pechino-Harbin, per lo Shandong (Jinan e Qingdao) e il delta del fiume Yangtze (Shanghai, Nanchino e Hangzhou) sulla ferrovia Pechino-Shanghai, oltre ad altri treni per la Mongolia interna ed esterna partono da questa stazione. Alcune linee internazionali (in particolare le linee ferroviaria che collegano Pechino a Mosca, Pyongyang, la Corea del Nord) partono sempre da questa stazione.
La prima linea della metropolitana di Pechino terminava presso questa stazione ferroviaria dal 1969 al 1981, mentre ora la stazione è una fermata sulla linea 2. Più di 30 linee di autobus e filobus fermano o passano vicino alla stazione ferroviaria.

## Storia

### La stazione precedente
La stazione centrale di Pechino ha sostituito la vecchia stazione ferroviaria di Zhengyangmen, chiamata anche stazione di Pechino, che si trova a 2,5 km verso ovest, appena fuori la porta Zhengyangmen (nota anche come porta Qianmen) che si trova a sud di piazza Tienanmen. La stazione ferroviaria di Zhengyangmen fu costruita nel 1901 ed è stata il capolinea del tram Kaiping e delle ferrovie imperiali del nord della Cina, conosciute anche come ferrovia Pechino-Shanhaiguan fino al 1959, quando la stazione fu chiusa dopo l'apertura dell'attuale stazione ferroviaria centrale di Pechino ed divenne parte del museo ferroviario cinese.

### Progettazione e costruzione
Per commemorare il decimo anniversario della fondazione della Repubblica popolare cinese, il Comitato centrale del Partito Comunista Cinese iniziò nel 1958 la progettazione e la costruzione di dieci progetti su larga scala, noti come i "dieci grandi edifici" (十大建筑) per mostrare la nuova economia del paese: la stazione ferroviaria di Pechino è stata uno tra questi progetti.
Alla fine dell'ottobre 1958, secondo la pianificazione dei primi anni 1950 del governo municipale di Pechino, furono avviate le modalità di progettazione della nuova stazione ferroviaria. Il design della stazione fu assegnato dal terzo dipartimento del Ministero della Ferrovia ad architetti rinomati dell'epoca come Yang Tingbao (杨廷 宝) e Chen Deng-Ao (陈 登 鏊), con la collaborazione del Dipartimento Nazionale dell'Edilizia e dell'Industria e dell'Istituto di Progettazione Architettonica di Nanchino. Il design della stazione progredì rapidamente e primi di dicembre dello stesso anno, l'intera proposta di progettazione venne completata. Il 10 dicembre la proposta progettuale fu approvata dal Comitato Centrale. L'allora premier Zhou Enlai era anche molto coinvolto per la progettazione e la costruzione della nuova stazione ferroviaria di Pechino, proponendo anche aspetti relativi alla direzione e al posizionamento delle insegne della stazioni fino al layout dell'ambiente della sala VIP. Nel determinare il programma di progettazione, Zhou Enlai propose l'edificazione di torrette costruite su ciascuna delle due ali dell'edificio principale.
Il 20 gennaio 1959 iniziò la costruzione della nuova stazione, con l'impiego di un numero di lavoratori edili che raggiunse fino a due milioni di persone durante la fase di picco, ed un investimento pari a 57,82 milioni di yuan. Furono ingaggiati esperti dall'Unione Sovietica per dare una guida tecnica alla costruzione del sito. In poco più di sette mesi, il progetto fu completato il 10 settembre 1959. La nuova stazione ferroviaria di Pechino copriva una superficie di 250.000 metri quadrati, mentre l'edificio principale copriva una superficie di 46.700 metri quadrati, con la piazza antistante di quarantamila metri quadrati. Il presidente Mao Zedong ha scritto i caratteri calligrafici delle insegne della stazione.
La stazione ferroviaria di Pechino è stato uno dei più grandi progetti di costruzione nella Cina in quel periodo con servizi moderni ed è stata anche il primo moderno grande terminal ferroviario della Cina. Al momento del completamento, la stazione aveva dodici binari con tettoie. L'edificio della stazione con fronte a sud include l'architettura cinese con lo stile sovietico-stalinista. Le dodici sale d'aspetto per passeggeri coprono una superficie totale di quattordicimila metri quadrati e sono in grado di accogliere 14.000 passeggeri in attesa. Il complesso interno dell'edificio della stazione centrale conteneva sale d'attesa per passeggeri, stanze per madri e figli, cinema, sale da ricreazione, ristoranti, ufficio postale, ambulatori medici ed altre strutture. Installato sul tetto dell'edificio vi erano due orologi con quadranti in marmo, il cui carillon ogni giorno alle ore 07:00 e alle 21:00 intonava puntualmente la canzone "L'Oriente è rosso".
L'allestimento della stazione di Pechino era considerata relativamente avanzata per l'epoca, con quattro scale mobili di tipo AC2-59 installate al suo interno; la progettazione e la produzione congiunta delle scale mobili furono coordinate dall'università Jiaotong di Shanghai e la Shanghai Elevator Company. I quattro gruppi di scale mobili furono sostituiti nel corso del 1980 e di nuovo nel 1990; la più recente sostituzione degli ascensori avvenne all'inizio del 2005 con impianti della Otis Elevator Company.